# North Vernon, Indiana
North Vernon är en stad (city) i Jennings County, i delstaten Indiana, USA. Enligt United States Census Bureau har staden en folkmängd på 6 653 invånare (2011) och en landarea på 17,1 km².